# 비티콘

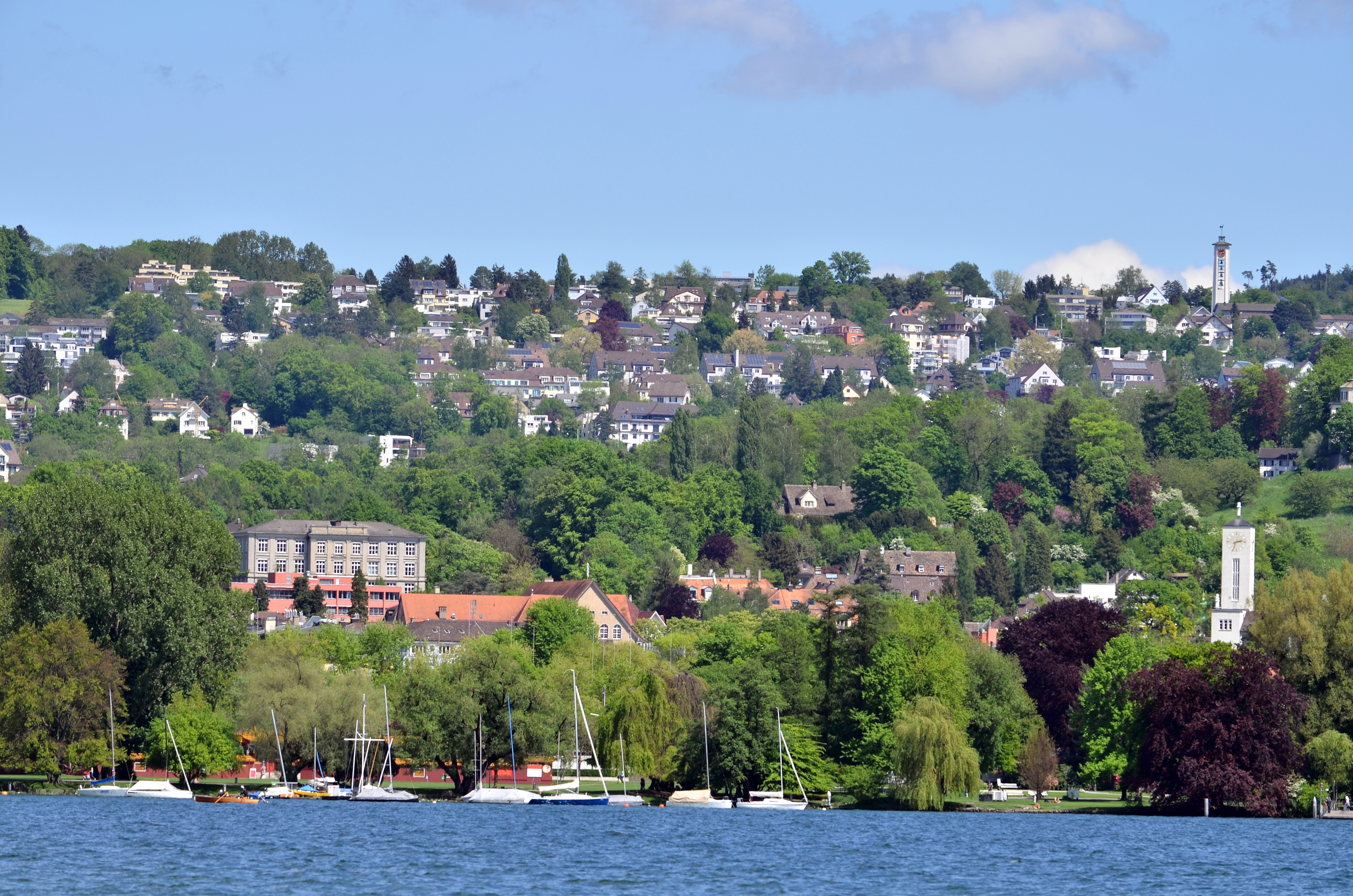
전경에 비티콘과 취리히호른, 볼리스호펜에서 본 풍경 (2015년 5월)

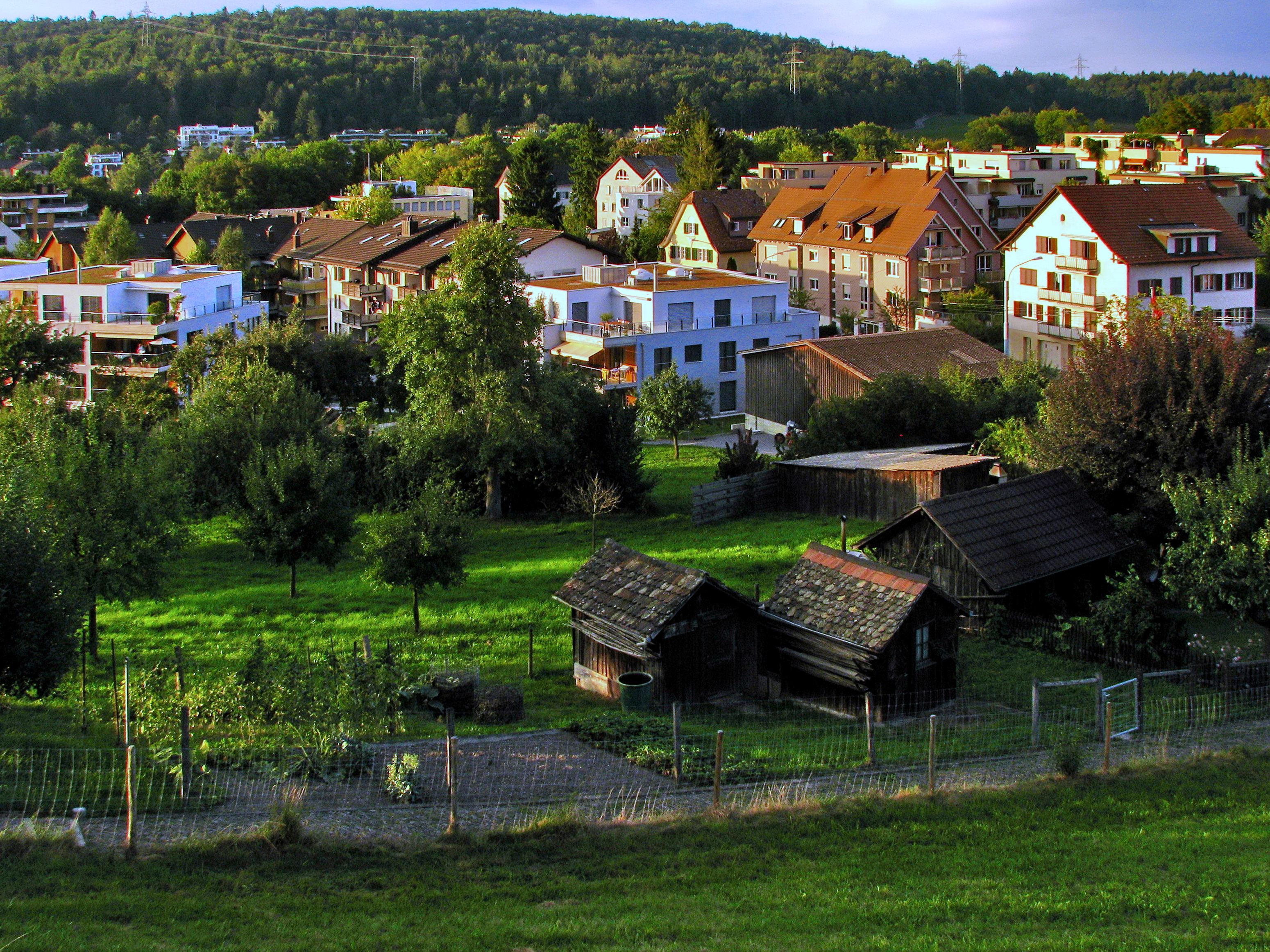
알테 키르히 비티콘에서 본 비티콘(2009년 8월)

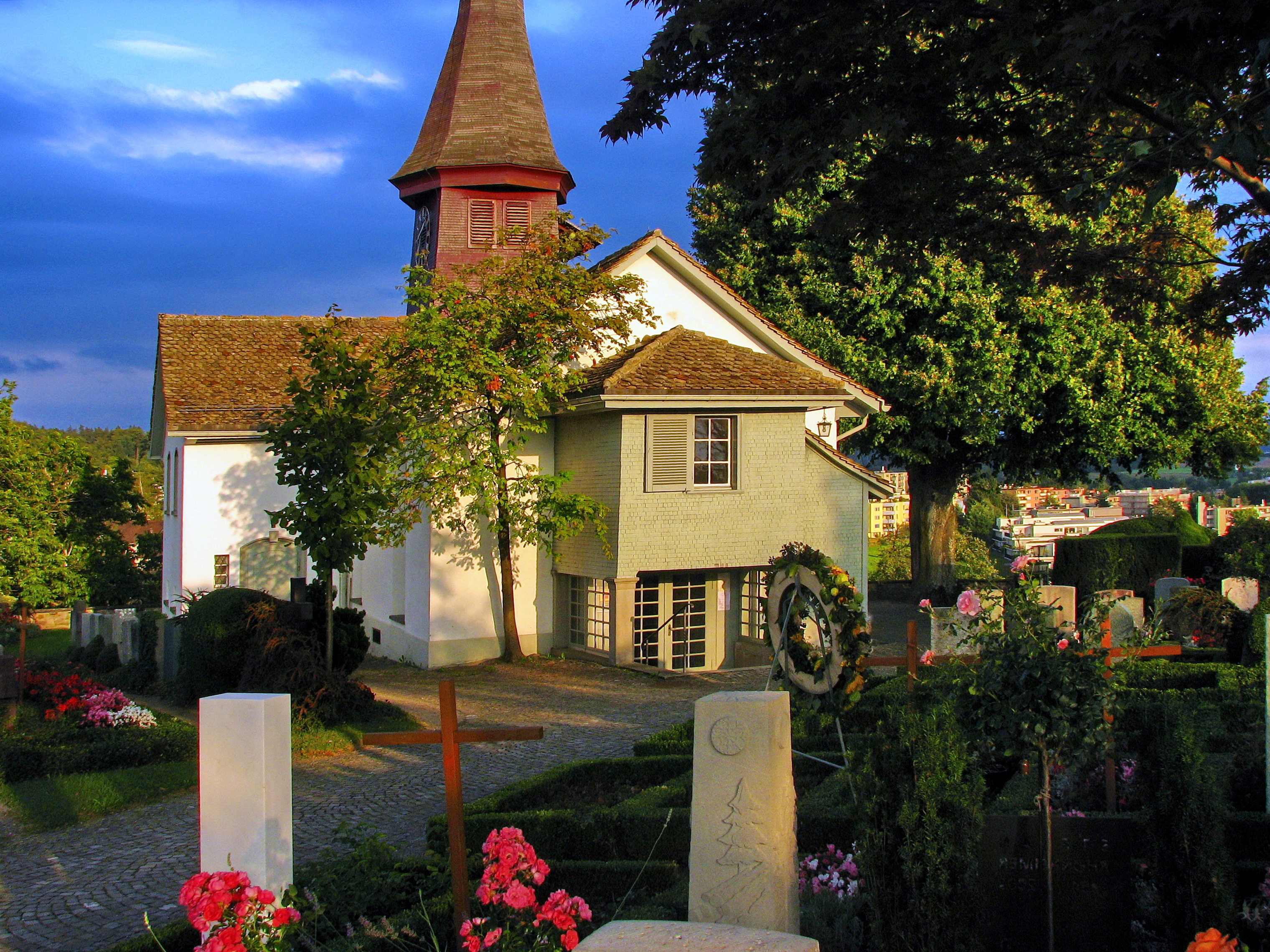
Alte Kirche (옛 고회)와 작은 언덕 위 묘지(2009년 8월)

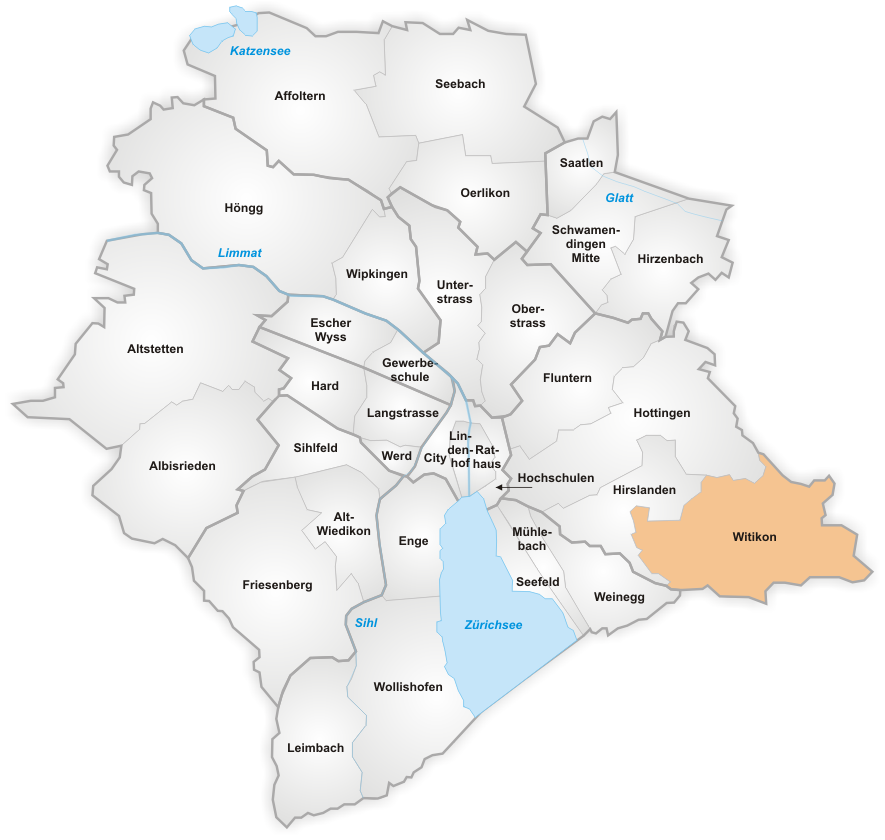
취리히의 비티콘의 동

비티콘(독일어: Witikon)은 취리히의 7구에 있는 1/4이다.
이전에는 자체 자치체였으며, 1934년 취리히에 통합되었다.
이 분기에는 4.93k㎡의 면적에 9,864명의 인구가 분포되어 있다.
비티콘은 아들리스베르크의 남서쪽 측면과 외쉬브리크의 서쪽 측면 사이에 위치해 있다.